# Castletown-Geoghegan
Castletown-Geoghegan is een plaats in het Ierse graafschap Westmeath. De plaats telt 671 inwoners.